# نص حالة (ألبوم)
نص حالة هو ألبوم غنائي للفنانة السورية أصالة نصري، تم إصداره عام 2008.
لهجة الالبوم : اللهجة المصرية

## قائمة الأغاني
- آه من عيناه  - 4:43
- اتفرج علي نفسك  - 5:06
- اوقات  - 4:22
- بقي طبيعي  - 3:51
- كان وهم  - 4:09
- نص حاله  - 4:24
- ولا داري  - 3:25
- يسمحولي الكل  - 4:20